# Delta Force (datorspel)
Delta Force är ett taktiskt förstapersonsskjutspel utgivet av NovaLogic. Spelet släpptes för Microsoft Windows 1998 och återsläpptes på Steam 2009. Delta Force var utformat för att vara en militär simulering som är löst baserat på USA:s Delta Force.
1. ↑  Steam, 12 september 2003, Steam-ID: 32620, läst: 13 december 2023.[källa från Wikidata]